# Панинская Слобода
Панинская Слобода — деревня в Старожиловском районе Рязанской области. Входит в Старожиловское городское поселение

## География
Находится в западной части Рязанской области на расстоянии приблизительно 8 км на запад по прямой от районного центра поселка Старожилово.

## История
Была отмечена еще на карте 1850 года как поселение с названием Слобода. В 1859 году здесь (тогда территория Пронского уезда Рязанской губернии) было учтено 50 дворов, в 1897 году — 73.

## Население
Численность населения: 361 человек (1859 год), 570 (1897), 169 в 2002 году (русские 97 %), 142 в 2010.